# Religija u Tanzaniji
Trenutna statistika o religiji u Tanzaniji nije dostupna jer se nakon 1967. godine u izvješćima vlade ne navodi vjerska pripadnost. Vjerske vođe i sociolozi procijenili da su kršćanske i muslimanske zajednice približno jednake veličine, svaka ima od 30 do 40 posto stanovništva, a ostatak se sastoji od drugih vjera, autohtonih religija, i ljudi bez religije. 
Studija Ureda za demokraciju, ljudska prava i rad iz SAD-a za 2009. godinu sugerira da 62% stanovništva u Tanzaniji su kršćanini, 35% je muslimana, a 3% su pripadnici drugih vjerskih skupina. CIA World Factbook međutim tvrdi da je 30% kršćanina a musliman 35% i 35% autohtonih vjerovanja.
Oko 97 posto stanovništva na Zanzibarskom arhipelagu su muslimani. Na kopnu, muslimanske zajednice su koncentrirane u obalnim područjima, s nekim velikim muslimanskim manjinama i u unutrašnjosti. Između 80 i 90 posto muslimana su Suniti ostatak se sastoji od nekoliko šitskih podskupina, uglavnom azijskog podrijetla. Kršćansko stanovništvo se sastoji od rimokatolika, luterana, anglikanaca, pentekostalaca, novi apostolskih kršćana, adventista, pripadnika Crkve Isusa Krista svetaca posljednjih dana (mormoni), te Jehovinih svjedoka. Baha'i vjerovanje djeluje u nekoliko stotina lokaliteta u cijeloj zemlji. Strani misionari djeluju u zemlji.
Ustav jamči slobodu vjeroispovijedi, a Vlada općenito poštuje to pravo u praksi. Postoje slučajevi povećane napetosti između svjetovnih i fundamentalističkih muslimana pošto potonji pozvaju muslimane da usvoje strože tumačenje islama u svom svakodnevnom životu.